# 河合一慶
河合 一慶（かわい かずよし、「かわい いっけい（漢字は左記と同一）」名義でも活動、1947年8月31日 - 2012年10月5日、本名：渡辺 功（わたなべ いさお））は、新潟県三島郡寺泊町（現・新潟県長岡市）出身の児童漫画家である。血液型はAB型。多摩美術大学デザイン科中退。

## 経歴
美術大学中退後、1969年に漫画家としてデビュー。デビュー作は、『週刊少年ジャンプ』（集英社）に掲載された『泣くな!兵吉』。
デビュー当時のペンネームは「手無 功」で、その後「大貫一星」を経て1979年より上記のペンネームを使用していた。
2012年10月5日、逝去。65歳没。

## 作品リスト

### 手無功名義
- スパルタ快男児（集英社刊 『週刊少年ジャンプ』掲載）
- 笠谷選手物語（作：槇村康之 集英社刊 『週刊少年ジャンプ』掲載）
- 荒野の少年イサム（作：山川惣治 集英社刊 『週刊少年ジャンプ』掲載）川崎のぼるの代筆
- くそ坊主ガン鉄（作：牛次郎 集英社刊 『週刊少年ジャンプ』掲載）
- 太陽の島（作：唐津幻州 集英社刊 『週刊少年ジャンプ』掲載）
- ちぎれ雲の詩（集英社刊 『週刊少年ジャンプ』掲載）
- 豪腕江川投手（作：夏木信夫 集英社刊 『週刊少年ジャンプ』掲載）
- ほんまにあほかいな（集英社刊 『月刊少年ジャンプ』掲載）
- ぶったかれ先公（作：遠崎史郎 学習研究社刊 『どっかんV』掲載）

### 大貫一星名義
- 爆発の臨界（作：田中光二、脚色：我樹一哲 双葉社刊 『アクションクライマックス』掲載）

### 河合一慶名義
- 忍者マン一平（双葉社刊 『月刊100てんコミック』 1981年1月号（創刊号） - 1983年2月号（休刊号）連載）
- 超天使（エンジェルマン）ムサシ（講談社刊 『コミックボンボン』 1984年7月号 - 11月号連載）
- 十五少年漂流記（作：ジュール・ヴェルヌ 旺文社 1985年刊行）
- ファミコンランナー高橋名人物語（小学館刊 『月刊コロコロコミック』 1986年4月号 - 1988年2月号連載、『別冊コロコロコミック』 1986年10月号 - 1987年10月号連載）
- ビックリマンたん生秘話（小学館刊 『小学三年生』 1987年11月号掲載）
- 元祖キョンシーくん（小学館刊 『小学一年生』 1988年7月号 - 1989年3月号連載、『小学三年生』 1988年7月号 - 1989年3月号連載、『小学五年生』 1988年7月号 - 1989年2月号連載）
- ミニ四キッドダントツくん（小学館刊 『小学一年生』 1989年4月号 - 1990年9月号連載）
- アフターマン（小学館刊 『小学三年生』 1989年4月号 - 1991年3月号連載、『小学四年生』 1989年5月号 - 1991年3月号連載）
- サイキッド謎丸（小学館刊 『月刊コロコロコミック』 1989年4月号 - 1990年8月号連載）
- まんが版 タスマニア物語（小学館 1990年刊行）
- マシンバスター太陽丸（小学館刊 『月刊コロコロコミック』 1991年3月号 - 8月号連載）
- 熱血硬派くにおくん（小学館刊 『小学二年生』 1992年4月号 - 1994年7月号連載）
- たたかえバトラーくん（小学館刊 『小学一年生』 1992年9月号 - 1993年9月号連載）
- バーチャファイター（小学館刊 『小学一年生』 1996年4月号 - 1996年9月号連載）
- ゴールハンター竜（学習研究社『6年の学習』掲載）
- アルプスの大将（作：ジョー指月）

### その他
- 霊幻道士元祖キョンシー

森永製菓から販売されていたオマケシール付きフーセンガム。シールのイラストを担当。